# Finkwarder Speeldeel

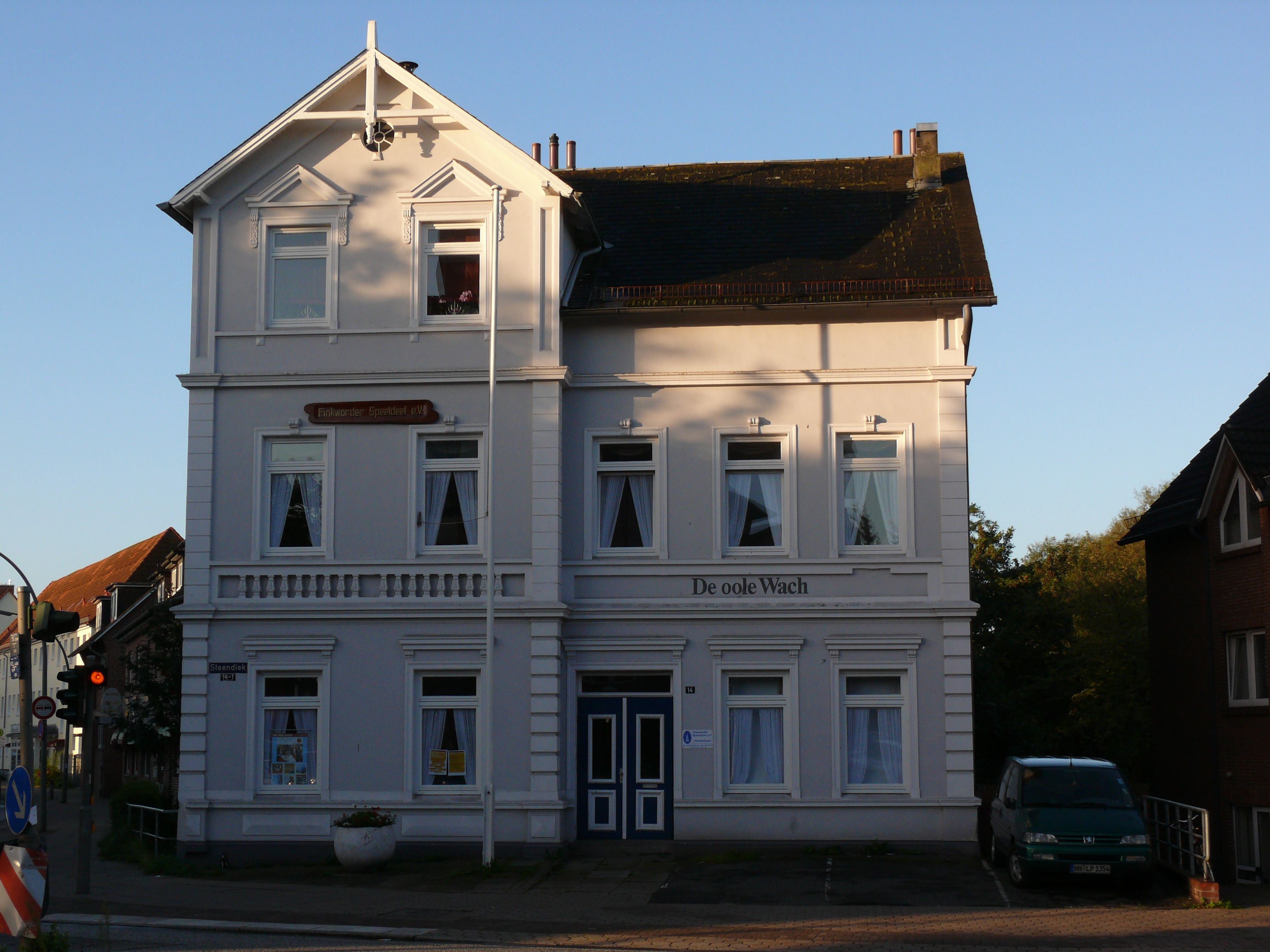
„De Oole Wach“ – die ehemalige Polizeiwache – ist heute das Vereinshaus der Finkwarder Speeldeel e. V.

Die Finkwarder Speeldeel (hochdeutsch: Finkenwerder Spieldiele bzw. -fläche) ist ein eingetragener Verein (e. V.) sowie eine norddeutsche Folklore-Gruppe aus dem Hamburger Stadtteil Finkenwerder, die 1906 von Gorch Fock und Hinrich Wriede als Theatergruppe gegründet wurde.
Der Verein hat die Pflege der plattdeutschen Sprache und des norddeutschen Brauchtums zum Ziel. Die Speeldeel ist in verschiedene Gruppen unterteilt:
- Groot Finkwarder Speeldeel (Stammgruppe) mit ca. 30 aktiven Tänzern und Sängern
- Lütt Finkwarder Speeldeel (Kindergruppe) mit ca. 30 aktiven Kindern und Heranwachsenden (bis 14 Jahre)
- Oldies der Finkwarder Speeldeel (ab etwa 50 Jahre) mit ca. 15 Mitgliedern
- 5 Musiker

## Geschichte
Die Finkenwerder Heimatdichter Gorch Fock und Hinrich Wriede riefen die Finkwarder Speeldeel ins Leben, um eine eigene Plattform für ihre Volksstücke zu bekommen. 1906 wurde die Gründung der Theatergruppe auf dem Fischerewer HF125 im Finkenwerder Kutterhafen beschlossen.
Bis 1914 war die kleine Bühne – ab 1909 auch mit Volkstänzen – erfolgreich.
1914 musste Gorch Fock in den Krieg ziehen, kam zur Marine und ging 1916 in der Skagerrakschlacht mit dem Kleinen Kreuzer Wiesbaden unter.
Nach Ende des Ersten Weltkrieges wurde noch bis 1920 unter der Leitung von Hinrich Wriede Theater gespielt. Hinrich Wriede verließ 1920 Finkenwerder; einen Nachfolger für ihn gab es nicht. Von Adolph Albershardt sen., Schulmeister auf Finkenwerder, wurde 1936 zur 700-Jahr-Feier auf Finkenwerder die Speeldeel als Theatergruppe und als Volkstanzgruppe wieder erweckt. Zum Volkstanz in Finkenwerder Tracht wurden nun Volkslieder auf der Bühne gesungen.
Nach dem Zweiten Weltkrieg war die Gruppe mit ihren Tänzen und Liedern sehr erfolgreich und bereits 1953 zum ersten Mal beim NWDR (heute: NDR) im damals noch jungen Fernsehen.
Viele Auftritte bei Veranstaltungen und ab 1954 auch internationale Reisen machten die jungen Tänzer zu einer sehr beliebten norddeutschen Folkloregruppe.
1956 wurde das erste Fest der Nationen auf Finkenwerder gefeiert. Hierzu kamen junge Tänzer und Tänzerinnen aus vielen Ländern. Die neu gegründete Jung Speeldeel (heute: Lütt Finkwarder Speeldeel) wurde bei diesem Anlass vorgestellt.
Nach dem Tod von Adolph Albershardt sen. im Jahre 1969 wurde die Leitung von seinem Sohn Adolf „Adi“ Albershardt übernommen. Adi machte die Jungs und Deerns in ihren Trachten zum musikalischen Botschafter Hamburgs. Mit Aufführungen in Mexiko, Tunesien, Australien, Brasilien und China sowie in vielen europäischen Ländern erfreute die Finkwarder Speeldeel das Publikum.
Ab 1975 kamen in Zusammenarbeit mit dem Liedermacher Rolf Zuckowski neue Lieder und Schallplatten mit neuen Arrangements in „plattdütsch“ und „geel“ (hochdeutsch) hinzu. Seit 1979 veranstaltet die Finkwarder Speeldeel zudem erfolgreiche Weihnachtskonzerte.
1981 wurde die Oole Wach (ehemalige Polizeiwache) auf Finkenwerder gepachtet und wird als Übungsraum, Tonstudio und Büro genutzt.
1996 übernahm nach dem Tod von Adi Albershardt seine Frau Christa († 2014) die Leitung und führte die Finkwarder Speeldeel bis 2008 erfolgreich weiter. Die derzeitige Leitung besteht aus einem fünfköpfigen Vorstand, dem Christin Nothdurft und Jana Schultze vorstehen.
Das 100-jährige Bestehen wurde vom 7. bis 10. September 2006 mit einem Fest auf Finkenwerder gefeiert. In 2012 war die Speeldeel in Südkorea zu Besuch, in 2014 in Shanghai. Aber auch in nähergelegenen Ländern wie der Schweiz, Schweden, Österreich und Frankreich und vielen mehr, ist die Speeldeel bereits aufgetreten.

## Repertoire
- Tänze aus dem gesamten norddeutschen Raum sowie aus Mecklenburg, Pommern, West- und Ostpreußen; z. B. Bohnenpott, Vedder Michel, Jan kumm kiddel mi, Windmöller, Dörrquadrille, Dans op de Speeldeel (Potpourri), Fischertanz, Mädchentanz („Hahn im Korb“)
- traditionelles Hamburger und norddeutsches Liedgut, Shanties, neue Lieder in Hoch- und Plattdeutsch; z. B. Dat du mien Leevsten büst, Rolling Home, Hamborger Veermaster, Rund um den Michel, Snak mol wedder platt und Geh’n wir mal zu Hagenbeck, Hafenunterricht sowie H.A.M.B.U.R.G. (letztere auch bekannt in der Interpretation von Richard Germer).
- Gedichte und Döntjes in hoch- und plattdeutsch

## Diskografie
- Hüt is Hüt (1976)
- Typisch Hamburg (1977)
- Rund um den Michel (1978)
- Advent an de Waterkant (1979)
- Bi uns an de Küst (1980)
- Up See un to Hus (1984)
- HH
- Dans op de Speeldeel
- Das Beste von Waterkant und Nordseestrand
- Heimatland an de Waterkant
- Weihnacht in Sicht (2000)
- Tohoop! (2006)